# Ангэн
Ангэн (яп. 安元 ангэн) — девиз правления (нэнго) японского императора Такакура, использовавшийся с 1175 по 1177 год .

## Продолжительность
Начало и конец эры:
- 28-й день 7-й луны 5-го года Дзёан (по юлианскому календарю — 16 августа 1175);
- 4-й день 8-й луны 3-го года Ангэн (по юлианскому календарю — 29 августа 1177).

## Происхождение
Название нэнго было заимствовано из классического древнекитайского сочинения Ханьшу:「除民害安元元」.

## События
- 16 марта 1175 года (22-й день 2-й луны 1-го года Ангэн) — найдайдзин Минамото-но Масамити скончался в возрасте 58 лет[5];
- 1175 год (11-я луна 1-го года Ангэн) — Фудзивара-но Моронага был наречён найдадзином[5];
- 1176 год (3-я луна 2-го года Ангэн) — император Такакура посетил своего отца, дайдзё тэнно Го-Сиракава, по случаю его 50-летия[5];
- 25 августа 1176 года (19-й день 7-й луны 2-го года Ангэн) — в возрасте 13 лет ушёл из жизни дайдзё тэнно Рокудзё; в этом же месяце скончалась мать императора Такакура, императрица Кэнсюн-мон Ин (в девичестве Тайра Сигэко)[5];
- 1176 год (7-я луна 2-го года Ангэн) — Фудзивара-но Моротака, даймё из провинции Кага, повздорил с монахами горы Хиэй; его младший брат, Фудзивара-но Мороцунэ, поджог часть храмовых зданий. Монахи пожаловались императору, требуя изгнания Моротаки и судебного преследования Мороцунэ, но ввиду того что отец братьев Фудзивара-но Сэйко состоял в приятельских отношениях с Го-Сиракавой, жалобы остались без ответа[6];

Бесчинства братьев упоминаются в Повести о доме Тайра (рус. пер. Ирины Львовой):
[Мороцунэ] увидел, что монахи нагрели воду и совершают омовение, купаясь в бочке; он въехал во двор, всех разогнал и сам залез в бадью для купания, а потом приказал своим подчинённым спешиться и вымыть коней водой, приготовленной для монахов. Монахи, понятное дело, разгневались. [...] Наместник, как видно, поняв, что монахов легко и просто не одолеешь, с наступлением ночи убрался прочь. А наутро окликнул всех чинов земельной управы и во главе тысячи всадников нагрянул в Угаву, где сжёг дотла все строения, не пощадив ни единой кельи.
- 27 мая 1177 года (28-й день 4-й луны 3-го года Ангэн) — пожар годов Ангэн (яп. 安元の大火 ангэн но тайка), уничтоживший много общественных зданий, в том числе и университет; были потеряны бесценные книги и документы, что, по мению многих историков, привело к упадку культуры позднего периода Хэйан[8][9].

## Сравнительная таблица
Ниже представлена таблица соответствия японского традиционного и европейского летосчисления. В скобках к номеру года японской эры указано название соответствующего года из 60-летнего цикла китайской системы гань-чжи. Японские месяцы традиционно названы лунами.
| 1-й год Ангэн (Деревянная Коза)   | 1-я луна        | 2-я луна*  | 3-я луна  | 4-я луна* | 5-я луна* | 6-я луна  | 7-я луна* | 8-я луна   | 9-я луна    | 9-я луна* (високосная) | 10-я луна | 11-я луна     | 12-я луна*     |
| --------------------------------- | --------------- | ---------- | --------- | --------- | --------- | --------- | --------- | ---------- | ----------- | ---------------------- | --------- | ------------- | -------------- |
| Юлианский календарь               | 24 января 1175  | 23 февраля | 24 марта  | 23 апреля | 22 мая    | 20 июня   | 20 июля   | 18 августа | 17 сентября | 17 октября             | 15 ноября | 15 декабря    | 14 января 1176 |
| 2-й год Ангэн (Огненная Обезьяна) | 1-я луна        | 2-я луна*  | 3-я луна  | 4-я луна* | 5-я луна* | 6-я луна  | 7-я луна* | 8-я луна   | 9-я луна*   | 10-я луна              | 11-я луна | 12-я луна     |                |
| Юлианский календарь               | 12 февраля 1176 | 13 марта   | 11 апреля | 11 мая    | 9 июня    | 8 июля    | 7 августа | 5 сентября | 5 октября   | 3 ноября               | 3 декабря | 2 января 1177 |                |
| 3-й год Ангэн (Огненный Петух)    | 1-я луна*       | 2-я луна   | 3-я луна* | 4-я луна  | 5-я луна* | 6-я луна* | 7-я луна  | 8-я луна*  | 9-я луна    | 10-я луна*             | 11-я луна | 12-я луна     |                |
| Юлианский календарь               | 1 февраля 1177  | 2 марта    | 1 апреля  | 30 апреля | 30 мая    | 28 июня   | 27 июля   | 26 августа | 24 сентября | 24 октября             | 22 ноября | 22 декабря    |                |